# Równowaga makroekonomiczna
Równowaga makroekonomiczna (przy stałych cenach i płacach) występuje wówczas, gdy globalny popyt równa się globalnej podaży, tzn. gdy suma planowanych globalnych wydatków jest równa dokładnie wartości wytworzonej produkcji.
W przypadku nadwyżki popytu maleją zapasy i pojawiają się przymusowe oszczędności. W przypadku nadwyżki podaży rosną zapasy i maleją niezamierzone oszczędności.
W gospodarce o stałych cenach i płacach (teoria Keynesa) równowagę osiąga się przez odpowiednią politykę fiskalną i politykę monetarną państwa.

Nadwyżka popytu (luka inflacyjna) grozi przyspieszeniem inflacji. Nadwyżka podaży (luka deflacyjna) skłania producentów do zmniejszenia produkcji.